# Gouvernement Erbakan
République de Turquie
Yılmaz II (en) Yılmaz III (en)
Le gouvernement Erbakan (en turc : Erbakan Hükûmeti) est le cinquante-quatrième gouvernement de la république de Turquie (en turc : 54. Türkiye Cumhuriyeti Hükûmeti), en fonction entre le 28 juin 1996 et le 30 juin 1997, durant la vingtième législature (en) de la Grande Assemblée nationale de Turquie.

## Historique

### Élections de 1995 et invalidation du gouvernement précédent
Le gouvernement Yılmaz II (en), formé du Parti de la mère patrie (ANAP) et du Parti de la juste voie (DYP), voit le jour le 6 mars 1996 avec l'approbation du président Süleyman Demirel et à l'initiative de l'armée, qui souhaite écarter le Parti du bien-être (RP), à qui elle reproche son orientation islamiste, qui est alors arrivé en tête à la majorité relative des élections législatives turques de 1995,.
Le 12 mars 1996, immédiatement après l'investiture du nouveau cabinet, arguant que le quorum n'a pas été atteint lors du vote de confiance, Necmettin Erbakan dépose un recours à la Cour constitutionnelle pour invalider le gouvernement. Le 14 mai, la Cour constitutionnelle accepte le recours et annule le vote. Les députés du RP déposent une motion de censure contre le gouvernement déchu le 27 mai 1996, celle-ci est votée par le Parlement le 3 juin.

### Formation
Trois jours plus tard, le Premier ministre Mesut Yılmaz remet sa démission au président Süleyman Demirel qui l'accepte et demande au principal chef de l'opposition (en), Necmettin Erbakan, de former un nouveau gouvernement.
Après trois semaines d’intenses négociations avec Tansu Çiller, Necmettin Erbakan parvient finalement à constituer un gouvernement de coalition entre le RP et le DYP le 28 juin 1996. Le protocole de coalition entre les deux partis prévoit une rotation à la tête du gouvernement tous les deux ans, Necmettin Erbakan devant assumer la charge en premier de 1996 à 1998 et Tansu Ciller de 1998 à 2000. En attendant son tour, cette dernière est nommée vice-Première ministre et ministre des Affaires étrangères. Outre le Premier ministre, le gouvernement est paritaire avec 18 ministres pour chaque parti.
Le 8 juillet, le gouvernement obtient la confiance par 278 votes pour, 265 contre et 1 abstention. De nombreux députés du Parti de la juste voie (dont le ministre des Affaires étrangères du gouvernement précédent Emre Gönensay) ayant voté contre la confiance, le soutien sans participation des sept députés du Parti de la grande unité (BBP) s'avère décisive dans l'obtention de cette dernière.

### Évolution
Opposé à la visite d'État controversée de Necmettin Erbakan en Libye, le ministre de l'Intérieur Mehmet Ağar (DYP) démissionne le 8 novembre 1996,. Il est aussitôt remplacé par Meral Akşener (DYP), qui devient, à cette occasion, la première femme ministre de l'Intérieur de l'histoire de la Turquie. Il est à noter que la démission d'Ağar intervient quelques jours seulement après l'affaire de Susurluk dans laquelle il s'est retrouvé directement mis en cause (des faux signés de sa main ayant été retrouvés dans une voiture à bord de laquelle voyageaient un député de son parti, le numéro deux de la police d'Istanbul et un tueur à gages d'extrême droite accompagné sa compagne) et pourrait donc avoir été, en réalité, motivée par cette dernière,. 
Le 26 avril 1997, le ministre de l'Industrie et du Commerce Enis Yalım Erez (tr) et le ministre de la Santé Yıldırım Aktuna, tous deux membres du DYP, démissionnent de leurs postes respectifs pour protester contre l'orientation islamique du gouvernement. Le premier est remplacé par Ali Rıza Gönül (tr) et le second par le ministre d'État Nafiz Kurt qui assure seulement l'intérim avant que le poste de ministre de la Santé ne soit pris en charge par le ministre d'État İsmail Karakuyu (tr), le 13 mai 1997.
Le 13 juin 1997, alors que la crise politique s'accentue et que la démission prochaine d'Erbakan est évoquée, c'est au tour du ministre du Tourisme Bahattin Yücel (tr) de donner sa démission, ce dernier refusant le maintien d'une coalition avec le Parti du bien-être au motif qu'« il est inacceptable de s'accrocher à tout prix au pouvoir ».  

### Succession
Après avoir temporisé en acceptant d'appliquer les mesures prônées par l'armée en avril 1997 lors du mémorandum militaire turc de 1997, Erbakan est finalement contraint de démissionner le 18 juin 1997 sous la pression de l'armée. 186 associations et syndicats dont le TISK, et les trois principales confédérations de salariés avaient lancé début juin au Premier ministre un appel commun l'encourageant à se retirer,.
La coalition sortante, qui ne dispose désormais plus de la majorité au Parlement, propose Tansu Çiller comme Première ministre dans le cadre d'une rotation anticipée à la tête du gouvernement, et des élections anticipées pour la fin de l'année 1997 ou pour le printemps 1998. Mais le président Süleyman Demirel désigne de nouveau Mesut Yılmaz, pour former le nouveau gouvernement. Il constitue le 30 juin une nouvelle équipe (en),.

## Composition
| Poste                                                        | Titulaire                                       | Titulaire                                                                                        | Parti |
| ------------------------------------------------------------ | ----------------------------------------------- | ------------------------------------------------------------------------------------------------ | ----- |
| Premier ministre                                             |                                                 | Necmettin Erbakan                                                                                | RP    |
| Vice-Première ministre (en) Ministre des Affaires étrangères |                                                 | Tansu Çiller                                                                                     | DYP   |
| Ministre d'État Porte-parole du gouvernement                 |                                                 | Abdullah Gül                                                                                     | RP    |
| Ministre d'État                                              |                                                 | Namık Kemal Zeybek                                                                               | DYP   |
| Ministre d'État                                              | Nevzat Ercan (tr)                               |                                                                                                  | DYP   |
| Ministre d'État                                              |                                                 | Fehim Adak                                                                                       | RP    |
| Ministre d'État                                              | Gürcan Dağdaş (tr)                              |                                                                                                  | RP    |
| Ministre d'État                                              |                                                 | Salim Ensarioğlu (tr)                                                                            | DYP   |
| Ministre d'État                                              |                                                 | Ahmet Demircan (en)                                                                              | RP    |
| Ministre d'État                                              | Teoman Rıza Güneri (tr)                         |                                                                                                  | RP    |
| Ministre d'État                                              | Sacit Günbey (tr)                               |                                                                                                  | RP    |
| Ministre d'État                                              |                                                 | Ufuk Söylemez (tr)                                                                               | DYP   |
| Ministre d'État                                              | Ayfer Yılmaz (en)                               |                                                                                                  | DYP   |
| Ministre d'État                                              | İsmail Karakuyu (tr)                            |                                                                                                  | DYP   |
| Ministre d'État                                              |                                                 | Ahmet Cemil Tunç (tr)                                                                            | RP    |
| Ministre d'État                                              | Sabri Tekir (tr)                                |                                                                                                  | RP    |
| Ministre d'État                                              |                                                 | Bekir Aksoy                                                                                      | DYP   |
| Ministre d'État                                              |                                                 | Lütfü Esengün (tr)                                                                               | RP    |
| Ministre d'État                                              | Mehmet Altınsoy                                 |                                                                                                  | RP    |
| Ministre d'État                                              |                                                 | Işılay Saygın                                                                                    | DYP   |
| Ministre d'État                                              | Nafiz Kurt                                      |                                                                                                  | DYP   |
| Ministre d'État                                              | Bahattin Şeker (tr)                             |                                                                                                  | DYP   |
| Ministre de la Justice                                       |                                                 | Şevket Kazan                                                                                     | RP    |
| Ministre de la Défense nationale                             |                                                 | Turhan Tayan                                                                                     | DYP   |
| Ministre de l'Intérieur                                      | Mehmet Ağar (jusqu'au 08/11/1996) Meral Akşener |                                                                                                  | DYP   |
| Ministre des Finances                                        |                                                 | Abdüllatif Şener                                                                                 | RP    |
| Ministre de l'Éducation nationale                            |                                                 | Mehmet Sağlam                                                                                    | DYP   |
| Ministre des Travaux publics et du Logement                  |                                                 | Cevat Ayhan (tr)                                                                                 | RP    |
| Ministre de la Santé                                         |                                                 | Yıldırım Aktuna (jusqu'au 26/04/1997) Nafiz Kurt a.i. (jusqu'au 17/05/1997) İsmail Karakuyu (tr) | DYP   |
| Ministre des Transports                                      | Ömer Barutçu (tr)                               |                                                                                                  | DYP   |
| Ministre de l'Agriculture et des Affaires rurales            |                                                 | Musa Demirci (tr)                                                                                | RP    |
| Ministre du Travail et de la Sécurité sociale                | Necati Çelik (tr)                               |                                                                                                  | RP    |
| Ministre de l'Industrie et du Commerce                       |                                                 | Enis Yalım Erez (tr) (jusqu'au 26/04/1997) Ali Rıza Gönül (tr)                                   | DYP   |
| Ministre de l'Énergie et des Ressources naturelles           |                                                 | Recai Kutan                                                                                      | RP    |
| Ministre de la Culture                                       | İsmail Kahraman                                 |                                                                                                  | RP    |
| Ministre du Tourisme                                         |                                                 | Bahattin Yücel (tr)                                                                              | DYP   |
| Ministre de l'Environnement                                  |                                                 | Ziyaettin Tokar (tr)                                                                             | RP    |
| Ministre des Forêts                                          |                                                 | Halit Dağlı (tr)                                                                                 | DYP   |